# Apitzsch (Familie)
Apitzsch ist der Name einer Familie, die einst das ehemalige Gut Apitzsch im heutigen Stadtgebiet von Leipzig besaß.
Der Name Apitzsch ist mindestens seit 1337 in der Umgebung des heutigen Leipzigs bekannt. Er ist sorbischen Ursprungs.
Es gibt verschiedene Versionen zur Herleitung des Namens:
- Der Name leitet sich von der germanisierten Kurzform des altdeutschen Adalbert oder Albert („Durch Adel glänzend“) bzw. Albrecht[1][2] ab.
- Der Name leitet sich von dem germanischen Stamm „Adal...“ ab. Das heißt „angeerbter Adel“.
- Der Namensstamm wird von „Apecz“ abgeleitet.

Noch heute gibt es in Leipzig die nach einem der Urahnen der Familie benannte Apitzschgasse im Stadtteil Connewitz. Der Name für diese Straße wurde in Würdigung der Aufbauleistung des Gutsherren Apitzsch nach einem großen Brand 18. Jahrhundert in Connewitz vergeben.

„... Schon 1337 übergab Burggraf Albert der Ältere von Leisnig dem Kloster 3 Joch Wald neben der Apitzschwiese, „quae volgariter nuncupantur Herin Apecz Holcz“, ...und 1529 verkaufte Christof Blasbalgk von Lößnig dem Kloster einen Werder (= Schwemmland im Flusse) Grund und Boden, „welche die Pleiße vor unserm Gut Lesnig an der Apicz bei Kunawicz gesazt…““

Der Name Apitzsch wurde im Laufe der Jahrhunderte sehr stark abgewandelt. In den Kirchenbüchern der Gemeinde Eutritzsch steht selbst innerhalb einer Eintragung der Name abwechselnd mit „p“ oder „b“ und mit oder ohne „z“ geschrieben.

## Angehörige der Familie
- Urban Apitzsch (* um 1669; † 7. Oktober 1736 in Eutritzsch)
- Sophie Sabina Apitzsch (1692–1752), Hochstaplerin
- Ursula Apitzsch (* 1947), Politikwissenschaftlerin